# Magical Mystery Tour
Magical Mystery Tour é um disco da banda britânica de rock The Beatles que foi lançado como um EP duplo no Reino Unido e um LP nos Estados Unidos. Inclui a trilha sonora do filme de televisão homônimo de 1967. O EP foi lançado no Reino Unido em 8 de dezembro de 1967 pelo selo Parlophone, enquanto o lançamento do LP pela Capitol Records nos Estados Unidos e Canadá ocorreu em 27 de novembro e apresenta cinco canções adicionais que foram originalmente lançadas como singles naquele ano. Em 1976, a Parlophone lançou o LP de onze faixas no Reino Unido.
Ao gravar suas novas canções, os Beatles continuaram a experimentação de estúdio que havia caracterizado Sgt. Pepper's Lonely Hearts Club Band (1967) e o som psicodélico que eles buscavam desde Revolver (1966). O projeto foi iniciado por Paul McCartney em abril de 1967, porém depois que a banda gravou a canção "Magical Mystery Tour", ele ficou engavetado até a morte de seu empresário, Brian Epstein, no final de agosto. A gravação então ocorreu junto com as filmagens e a edição do filme, e conforme os Beatles aprofundavam sua associação pública com a Meditação Transcendental sob o professor Maharishi Mahesh Yogi.
As sessões foram caracterizadas por alguns biógrafos como sem objetivo e sem foco, com os membros da banda se entregando excessivamente à experimentação sonora e exercendo maior controle sobre a produção. McCartney contribuiu com três das canções da trilha sonora, incluindo a amplamente regravada "The Fool on the Hill", enquanto John Lennon e George Harrison contribuíram com "I Am the Walrus" e "Blue Jay Way", respectivamente. As sessões também produziram "Hello, Goodbye", lançada como single acompanhando o disco da trilha sonora, e itens de música incidental para o filme, incluindo "Flying". Além do desejo dos Beatles de experimentar formatos e embalagens de discos, o EP e o LP incluíam um livreto de 24 páginas contendo letras das canções, fotos coloridas da produção do filme e ilustrações coloridas da história pelo cartunista Bob Gibson.
Apesar da recepção mista do filme Magical Mystery Tour, a trilha sonora foi um sucesso de público e crítica. No Reino Unido, liderou a parada de EPs compilada pela Record Retailer e chegou ao 2º lugar na parada de singles da revista (mais tarde UK Singles Chart) atrás de "Hello, Goodbye". O álbum liderou as listas de Top LPs da Billboard por oito semanas e foi indicado ao prêmio Grammy de Álbum do Ano em 1969. Com a padronização internacional do catálogo dos Beatles em 1987, Magical Mystery Tour se tornou o único LP produzido pela Capitol a substituir o formato pretendido pela banda e fazer parte de seu catálogo principal.

## Contexto
Depois que os Beatles concluíram Sgt. Pepper's Lonely Hearts Club Band em abril de 1967, Paul McCartney queria criar um filme que capturasse um tema psicodélico semelhante ao representado pelo autor e defensor do LSD Ken Kesey e os Merry Pranksters na Costa Oeste dos Estados Unidos. Intitulado Magical Mystery Tour, ele combinaria a ideia de Kesey de uma viagem de ônibus psicodélica com as memórias de Paul de moradores de Liverpool passando férias em excursões de ônibus. O filme não teria roteiro: várias pessoas "comuns" viajariam em um ônibus e teriam aventuras "mágicas" não especificadas. Os Beatles começaram a gravar a música para a trilha sonora no final de abril, mas a ideia do filme ficou engavetada. Em vez disso, a banda continuou gravando canções para a animação O Submarino Amarelo da United Artists e, no caso de "All You Need Is Love", para sua aparição na transmissão via satélite Our World em 25 de junho, antes de viajar durante os meses de verão e se concentrar no lançamento de sua empresa Apple.
No final de agosto, enquanto os Beatles participavam de um seminário de Meditação Transcendental realizado por Maharishi Mahesh Yogi no País de Gales, seu empresário Brian Epstein morreu de overdose de medicamentos prescritos. Durante uma reunião da banda em 1º de setembro, McCartney sugeriu que eles prosseguissem com Magical Mystery Tour, à qual Epstein havia dado sua aprovação no início do ano. Paul estava ansioso para garantir que o grupo tivesse um ponto de foco após a perda de seu empresário. Sua visão estava em desacordo com os desejos de seus companheiros de banda, com George Harrison especialmente ansioso para prosseguir com sua introdução à meditação. De acordo com o publicitário Tony Barrow, McCartney imaginou Magical Mystery Tour como uma "abertura de portas para ele" pessoalmente e como uma nova fase na carreira da banda, na qual ele seria o "produtor executivo" de seus filmes. John Lennon mais tarde reclamou que o projeto era típico da "tendência" de Paul de querer trabalhar assim que tivesse canções prontas para gravar, mas ele próprio não estava preparado e teve que começar a escrever um novo material.

## Gravação e produção

### Histórico de gravação
Os Beatles gravaram primeiramente a faixa-título do filme, com as sessões ocorrendo no EMI Studios em Londres entre 25 de abril e 3 de maio. Uma jam instrumental foi gravada em 9 de maio para possível inclusão no filme, embora nunca tenha sido concluída. De acordo com o historiador dos Beatles Mark Lewisohn, as sessões do Magical Mystery Tour "começaram para valer" em 5 de setembro; as filmagens se iniciaram em 11 de setembro, e as duas atividades se tornaram cada vez mais "entrelaçadas" durante outubro. A maior parte da sessão de 16 de setembro foi dedicada à gravação de uma faixa básica, ou guia, para "Your Mother Should Know" de McCartney, apenas para o mesmo decidir retornar à versão que havia descartado anteriormente, de 22 a 23 de agosto. As últimas sessões marcaram as primeiras dos Beatles em quase dois meses e ocorreram em uma instalação nova para a banda – o estúdio de gravação Chappell no centro de Londres – já que eles não conseguiram reservar o EMI em curto prazo.
Muitos biógrafos dos Beatles caracterizam as sessões de gravação de 1967 do grupo pós-Sgt. Pepper como sem objetivo e indisciplinadas. O uso de drogas psicodélicas como o LSD pelos Beatles estava em seu auge naquele verão e, na opinião do autor Ian MacDonald, isso resultou em uma falta de juízo em suas gravações, pois a banda abraçou a aleatoriedade e a experimentação sonora. George Martin, o produtor do grupo, escolheu se distanciar do trabalho deles nessa época, dizendo que grande parte da gravação do Magical Mystery Tour era "(um) caos desorganizado". Ken Scott, que se tornou seu engenheiro de gravação sênior durante as sessões, relembrou: "os Beatles tinham assumido tanto as coisas que eu era mais o braço direito deles do que o de George Martin".
As primeiras mixagens pré-overdub de algumas das canções do filme foram preparadas em 16 de setembro, antes que os Beatles tocassem as sequências musicais durante uma filmagem de seis dias na RAF West Malling, uma base da Força Aérea Real em Kent. As sessões de gravação continuaram junto com a edição das filmagens, que ocorreu em uma suíte de edição no Soho e foi supervisionada principalmente por Paul. O processo levou a uma briga entre ele e John sobre o conteúdo do filme. A banda também gravou "Hello, Goodbye" para lançamento como single acompanhando a trilha sonora. Outra fonte de rancor para Lennon foi o fato de sua canção, "I Am the Walrus", ter sido relegada ao lado B do single em favor da mais pop "Hello, Goodbye", de McCartney. Mais tarde, ele lembrou: "Comecei a sumir".

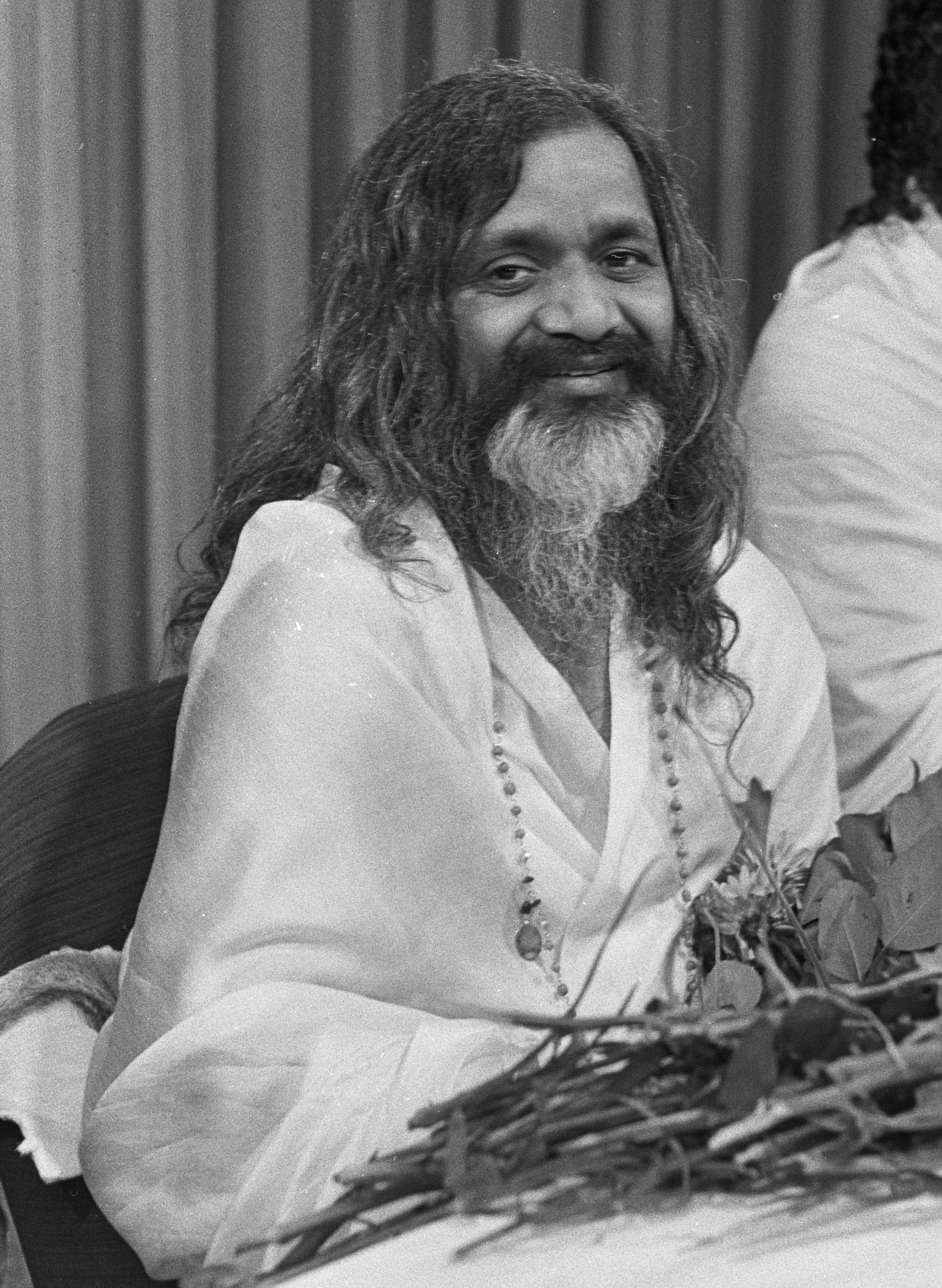
Maharishi Mahesh Yogi em setembro de 1967.

Durante esse tempo, o comprometimento da banda com os ensinamentos do Maharishi permaneceu forte. Barrow escreveu mais tarde que John, George e Ringo Starr estavam "ansiosos" para viajar para a Índia e estudar com seu professor, mas concordaram em adiar a viagem e concluir a trilha sonora e a edição do filme. Harrison e Lennon promoveram a Meditação Transcendental com duas aparições no programa de TV de David Frost, The Frost Programme, e Harrison e Starr visitaram o Maharishi em Copenhague. Todos os quatro membros da banda compareceram ao serviço memorial de Epstein em 17 de outubro, realizado na New London Synagogue em Abbey Road, próximo aos estúdios EMI, e à estreia mundial de How I Won the War em 18 de outubro, um filme no qual John teve um papel principal. A gravação de Magical Mystery Tour foi concluída em 7 de novembro. Naquele dia, a canção-título recebeu uma nova introdução no estilo chamador de McCartney (substituindo o esforço de Lennon, que, no entanto, foi mantido na versão usada no filme) e uma sobreposição de sons de trânsito.
Três peças de música incidental foram gravadas, mas omitidas da trilha sonora. No caso de "Shirley's Wild Accordion", a cena foi cortada do filme. Apresentando uma partitura de acordeão pelo arranjador Mike Leander, foi tocada por Shirley Evans com contribuições de percussão de Ringo e Paul, e gravada no De Lane Lea Studios em outubro. "Jessie's Dream" foi gravada privadamente pelos Beatles e protegida por direitos autorais de McCartney–Starkey–Harrison–Lennon, enquanto o terceiro item foi uma breve peça de Mellotron usada para orquestrar a linha "The magic is starting to work" no filme.

### Técnicas de produção e sons
Eles sabiam metade do que queriam e metade não sabia, não até que tivessem tentado de tudo. O único pensamento específico que pareciam ter em mente era ser diferente.

 – Engenheiro do EMI, Ken Scott, sobre a abordagem da banda para gravar Magical Mystery Tour.
Em suas novas canções, os Beatles continuaram a experimentação de estúdio que havia caracterizado Sgt. Pepper e o som psicodélico que eles introduziram em 1966 com Revolver. O autor Mark Hertsgaard destaca "I Am the Walrus" como o cumprimento do "princípio orientador" da banda durante as sessões – ou seja, experimentar e ser "diferente". Para satisfazer o pedido de Lennon de que sua voz soasse como "vinda da lua", os engenheiros deram a ele um microfone de baixa qualidade para cantar e saturaram o sinal do microfone pré-amplificador. Além do arranjo de cordas e metais da música, Martin escreveu uma partitura para os dezesseis vocalistas de apoio (os Mike Sammes Singers), na qual suas risadas, vocalizações exageradas e outros ruídos evocavam o clima inspirado no LSD que John buscava para a peça. O arranjo orquestral e a partitura vocal foram gravados em uma fita separada de quatro trilhas, que Martin e Scott então sincronizaram manualmente com a fita contendo a performance da banda. A faixa foi concluída com Lennon sobrepondo sinais de rádio ao vivo encontrados aleatoriamente, finalmente se fixando em uma transmissão da BBC Third Programme de A Tragédia do Rei Lear, de Shakespeare.
De acordo com o musicólogo Thomas MacFarlane, Magical Mystery Tour mostra os Beatles mais uma vez "focando na cor e na textura como elementos composicionais importantes" e explorando as "possibilidades estéticas" da tecnologia de estúdio. "Blue Jay Way" apresenta uso extensivo de três técnicas de estúdio empregadas pelos Beatles entre 1966 e 1967: flanging(em inglês), um efeito delay de áudio; rotação do sinal sonoro por meio de um alto-falante Leslie; e (apenas na mixagem estereofônica) fitas invertidas. No caso da última técnica, uma gravação da faixa concluída foi tocada ao contrário e diminuída em pontos-chave durante a apresentação, criando um efeito em que os vocais de apoio parecem responder a cada linha do vocal principal de George nos versos. Devido aos limites da gravação multitrilha, o processo de alimentação de sons invertidos foi realizado ao vivo durante a sessão de mixagem final. Um loop de fita de sons de guitarra desacelerados foi utilizado em "The Fool on the Hill" para criar um efeito de pássaro sibilante no final da faixa. John e Ringo prepararam sete minutos de loops de fita como uma coda para "Flying", mas isso foi descartado, deixando a faixa para terminar com uma explosão de trinta segundos de sons de Mellotron.
Embora ele reconheça Sgt. Pepper como o ponto alto da aplicação da "colorização" sonora dos Beatles, o musicólogo Walter Everett diz que a banda introduziu alguns "novos toques" eficazes durante esse período. Ele destaca o tremolo lento da guitarra em "Flying", a combinação de coro vocal feminino e masculino, glissandi de violoncelo e sons encontrados em "I Am the Walrus", e a interação entre o vocal principal e as violas em "Hello, Goodbye". Na descrição de MacFarlane, as canções refletem o interesse crescente dos Beatles em mixagens estereofônicas, já que "qualidades sonoras notáveis" são reveladas no posicionamento dos sons na imagem estéreo, proporcionando uma experiência de audição mais ativa.

## Canções

### Trilha sonora
Magical Mystery Tour incluiu seis faixas, um número que representou um desafio para os Beatles e sua gravadora britânica, a EMI, pois havia poucas para um long play, porém muitas para um extended play. Uma ideia considerada foi lançar um EP que tocasse a 33⅓ rpm, mas isso causaria uma perda de fidelidade de áudio que foi considerada inaceitável. A solução escolhida foi lançar a música no formato inovador de um EP duplo. Foi o primeiro exemplo de um EP duplo na Grã-Bretanha.
De acordo com o jornalista musical Rob Chapman, cada uma das novas faixas "representa uma faceta distinta da visão psicodélica do grupo". Ele as apresenta como, na ordem da sequência do EP: celebração, nostalgia, absurdo, inocência, felicidade e deslocamento. O musicólogo Russell Reising diz que as canções promovem de várias maneiras a exploração dos Beatles sobre os vínculos temáticos entre uma viagem psicodélica e "viajar", e abordam a relação entre viagem e tempo. O etnomusicólogo David Reck comenta que, apesar da associação dos Beatles com a cultura oriental na época, por meio da defesa do Maharishi, apenas duas canções do EP refletem diretamente esse interesse.

#### "Magical Mystery Tour"
"Magical Mystery Tour" foi escrita como o canção-tema principal logo após Paul McCartney conceber a ideia para o filme. No relato contemporâneo de Hunter Davies da sessão de 25 de abril, McCartney chegou com a estrutura de acordes, mas apenas o refrão de abertura ("Roll up / Roll up for the mystery tour"), necessitando de uma discussão de brainstorming no dia seguinte para completar a letra. Como "Sgt. Pepper's Lonely Hearts Club Band", a canção serve para dar as boas-vindas ao público ao evento e usa uma fanfarra de trompete.

#### "Your Mother Should Know"
"Your Mother Should Know" é uma canção no estilo music hall semelhante a "When I'm Sixty-Four" de Paul do Sgt. Pepper. Sua premissa lírica centra-se na história de canções de sucesso através das gerações. Ele originalmente a ofereceu para a transmissão do Our World, mas os Beatles favoreceram "All You Need Is Love" de John por seu significado social. McCartney disse mais tarde que escreveu a canção como um número para Magical Mystery Tour, onde fornece a sequência de dança de encerramento do filme, no estilo Busby Berkeley. Na visão do autor Doyle Greene, a letra defende a compreensão geracional à maneira de "She's Leaving Home", mas, ao contrário da última canção, ao ponto de "autoridade maternal e conformidade juvenil", e contrasta fortemente com a mensagem de confronto da próxima faixa do EP.

#### "I Am the Walrus"
"I Am the Walrus" foi a principal contribuição de John Lennon para o filme e foi inspirada principalmente por suas experiências com LSD e pelo poema de Lewis Carroll, "A Morsa e o Carpinteiro", de Alice no País do Espelho. O ímpeto veio de uma carta de fã que Lennon recebeu de um aluno de sua antiga escola, Quarry Bank, na qual ele soube que um professor de literatura inglesa estava interpretando as letras dos Beatles de forma acadêmica. Divertido com isso, John decidiu escrever uma letra que confundiria as análises de acadêmicos e jornalistas musicais. Além de se basear nas imagens de Carroll e no Rei Lear de Shakespeare, ele retrabalhou uma cantiga de ninar de seus dias de escola e fez referência a Edgar Allan Poe e (nos "googoogajoob" vocalizados) James Joyce. O autor Jonathan Gould descreve "I Am the Walrus" como "a música mais abertamente 'literária' que os Beatles gravariam", enquanto MacDonald a considera "o discurso anti-institucional definitivo (de Lennon) – um discurso do tipo 'maldita você, Inglaterra' que detona a educação, arte, cultura, lei, ordem, classe, religião e até mesmo o próprio senso".

#### "The Fool on the Hill"
McCartney compôs a melodia para "The Fool on the Hill" durante as sessões de Sgt. Pepper, mas a letra permaneceu incompleta até setembro. A canção é sobre uma figura solitária que não é compreendida pelos outros, mas é realmente sábia. Na interpretação de Everett, a inocência do tolo (the fool) o deixa à deriva e sem vontade de se envolver com uma sociedade crítica. Paul disse que a ideia foi inspirada pelo coletivo de design holandês The Fool, que derivou seu nome da carta de tarô de mesmo nome, e possivelmente pelo Maharishi. Uma balada de piano, seu arranjo musical inclui flautas e harmônicas de baixo, e um solo de flauta doce tocado por McCartney. A sequência da música em Magical Mystery Tour envolveu uma filmagem dedicada, apresentando Paul em uma encosta com vista para Nice, no sul da França, o que aumentou consideravelmente os custos de produção do filme.

#### "Flying"
"Flying" é uma faixa instrumental e a primeira dos Beatles a ser creditada a todos os quatro membros da banda. Foi intitulada "Aerial Tour Instrumental" até o final das sessões e aparece no filme sobre cenas de nuvens e outtakes de Dr. Strangelove, de Stanley Kubrick. A estrutura musical da faixa é semelhante a uma blues de doze compassos e definida para o que o historiador musical Richie Unterberger chama de "ritmo rock-soul". Consiste em três rodadas do padrão de doze compassos, lideradas primeiro por guitarras, depois Mellotron e órgão e, finalmente, um coro vocal cantado.

#### "Blue Jay Way"
"Blue Jay Way" foi intitulada depois de uma rua em Hollywood Hills, em Los Angeles, onde George Harrison ficou em agosto de 1967. A letra documenta sua espera pelo publicitário musical Derek Taylor para encontrar seu caminho para Blue Jay Way através das colinas cobertas de neblina, enquanto Harrison lutava para ficar acordado após o voo de Londres para Los Angeles. MacDonald descreve a canção como a "despedida de Harrison da psicodelia", já que sua visita subsequente a Haight-Ashbury o levou a buscar uma alternativa às drogas alucinógenas e abriu o caminho para a adoção da Meditação Transcendental pelos Beatles. A composição marcou um raro exemplo do modo lídio sendo usado na música pop e, na opinião de Reck, incorpora elementos escalares da raga carnática Ranjani(em inglês).

### Singles
Como os EPs não eram populares nos Estados Unidos na época, a Capitol Records lançou a trilha sonora como um LP, adicionando faixas dos singles não-álbuns daquele ano. O primeiro lado continha as canções da trilha sonora do filme, embora em uma ordem diferente do EP. O lado dois continha ambos os lados dos dois singles da banda lançados até aquele ponto em 1967, junto com "Hello, Goodbye", que foi lançada como um single apoiado por "I Am the Walrus". Três das faixas lançadas anteriormente – "Penny Lane", "Baby, You're a Rich Man" e "All You Need Is Love" - foram apresentadas em som estéreo duofônico(em inglês) (ou "processado") na versão estereofônica do LP da Capitol.
Os Beatles ficaram descontentes com essa reconfiguração, pois acreditavam que as faixas lançadas em um single não deveriam aparecer em um novo álbum. John se referiu ao LP em uma coletiva de imprensa em maio de 1968 para promover a Apple Corps nos EUA, dizendo: "Não é um álbum, veja bem. Virou um álbum aqui, mas era apenas (para ser) a música do filme."

## Arte da capa e embalagem
Como parte do formato incomum, os Beatles decidiram embalar os dois EPs em uma capa dupla com um livreto de 24 páginas. A capa do disco trazia uma foto dos Beatles em fantasias de animais, tirada durante as filmagens de "I Am the Walrus", e marcou a primeira vez que os rostos dos membros da banda não estavam visíveis em um de seus lançamentos de EP ou LP. O livreto continha as letras das canções, fotos coloridas das filmagens feitas pelo fotógrafo John Kelly e ilustrações coloridas de histórias no estilo de história em quadrinhos feitas pelo cartunista Bob Gibson da Beatles Book. Foi compilado por Tony Barrow, com a contribuição de Paul McCartney. Em linha com os desejos da banda, a embalagem reforçou a ideia de que o lançamento era uma trilha sonora de filme em vez de uma continuação de Sgt. Pepper, que ainda estava recebendo aplausos da crítica e desfrutando do sucesso comercial no final de 1967.
Ao preparar o lançamento nos Estados Unidos, a Capitol ampliou as fotos e ilustrações para o tamanho de um LP dentro de uma capa de álbum gatefold(em inglês). O design da capa foi feito por John Van Hamersveld, chefe do departamento de arte da Capitol, trabalhando a partir da arte enviada pela EMI em Londres. Ele lembrou que o vice-presidente de distribuição da Capitol estava preocupado sobre como comercializar um disco onde os rostos dos Beatles estavam escondidos atrás de seus figurinos, já que os retratos da capa foram essenciais para o sucesso dos LPs do grupo nos Estados Unidos. Van Hamersveld, portanto, aumentou a imagem da capa com um conceito de design que destacava as canções.
Na descrição de Gould, a capa do LP "tinha a simetria extravagante de um pôster de filme" por meio da combinação dos figurinos de animais dos Beatles, o logotipo do filme "arco-íris" e os títulos das canções renderizados em letras art déco "em meio a uma borda de nuvens op-art". A arte foi posteriormente citada pelos defensores da lenda da morte de Paul McCartney como evidência da suposta morte de Paul em novembro de 1966. As pistas incluíam o aparecimento de uma morsa negra (John fantasiado) na capa, que era considerada um símbolo de morte em algumas áreas da Escandinávia; McCartney usando um cravo preto em uma imagem da sequência do filme "Your Mother Should Know"; e, em outra página do livreto, McCartney sentado atrás de uma placa com os dizeres "I WaS" ("Eu era").

## Lançamento
Antes do lançamento do EP, John Lennon promoveu a trilha sonora em uma entrevista no programa Where It's At da BBC Radio 1. Lennon discutiu os efeitos de estúdio usados nas novas canções, incluindo "I Am the Walrus", que recebeu sua única exibição contemporânea na rádio BBC quando o disc jockey Kenny Everett a tocou como parte da entrevista transmitida em 25 de novembro de 1967. De acordo com o autor John Winn, como a letra incluía a palavra "knickers", a faixa "permaneceu proibida não oficialmente nas playlists da BBC por enquanto". "I Am the Walrus" também foi banida das rádios norte-americanas.
Magical Mystery Tour foi lançado no Reino Unido em 8 de dezembro, um dia após a inauguração da Apple Boutique no centro de Londres, e pouco mais de duas semanas antes do filme ser transmitido pela BBC Television. Foi seu décimo terceiro EP britânico e apenas o segundo, depois de Long Tall Sally de 1964, a consistir em gravações inteiramente novas. Com os direitos de transmissão para a América do Norte atribuídos à NBC, o álbum da Capitol foi programado para um lançamento em meados de dezembro. A empresa, em vez disso, lançou o álbum em 27 de novembro. Apenas na Grã-Bretanha, o filme foi exibido no Boxing Day para uma audiência estimada em 15 milhões. Foi fortemente desaprovado pelos críticos, dando aos Beatles seu primeiro fracasso de público e crítica. Como resultado, a emissora estadunidense retirou sua oferta pelos direitos locais, e o filme não foi exibido lá na época.

Qualquer ressentimento ou hostilidade que o público que assistia pudesse ter sentido em relação à transmissão do Boxing Day de Magical Mystery Tour foi mais do que amplamente contrabalançado pelo fato de que por três semanas no período de Natal e Ano Novo, o single "Hello, Goodbye" e o EP Magical Mystery Tour foram os números um e dois na parada de singles do Reino Unido. Você os ouvia em todos os lugares e o tempo todo, resplandecentes em conjunto.

 – Jornalista musical Rob Chapman
Em suas três primeiras semanas à venda nos Estados Unidos, Magical Mystery Tour estabeleceu um recorde para as maiores vendas iniciais de qualquer LP da Capitol. Foi o número 1 nas listas de Top LPs da Billboard por oito semanas no início de 1968 e permaneceu no top 200 até 8 de fevereiro de 1969. Foi indicado ao prêmio Grammy de Álbum do Ano em 1969.
Na Grã-Bretanha, o EP atingiu o pico de número 2 na parada nacional de singles, atrás de "Hello, Goodbye", e se tornou o nono lançamento dos Beatles a liderar a parada nacional de EPs compilada pela Record Retailer. Nas listas de singles do Reino Unido compiladas pela revista Melody Maker, ele substituiu "Hello, Goodbye" no número 1 por uma semana. O EP vendeu mais de 500 mil cópias lá. Como uma importação norte-americana, o lançamento do álbum da Capitol atingiu o pico na parada de LPs da Record Retailer na posição 31 em janeiro de 1968. Nos Estados Unidos, o álbum vendeu 1.936.063 cópias em 31 de dezembro de 1967 e 2.373.987 cópias até o final da década.
De acordo com o historiador musical Clinton Heylin, o lançamento de Magical Mystery Tour e de Their Satanic Majesties Request dos Rolling Stones, que foi a resposta dos Stones a Sgt. Pepper, inadvertidamente trouxe um fim ao pop psicodélico. O jornalista musical John Harris cita a difamação crítica do filme como a desculpa que as autoridades britânicas estavam procurando para começar a mirar nos Beatles, apesar do status da banda como detentores do MBE, por sua influência rebelde na juventude. Dentro dos Beatles, o papel de Paul McCartney como líder de facto do grupo, um papel que ele havia assumido com a retirada de John antes de Sgt. Pepper, foi desestabilizado à medida que agendas criativas individuais eram cada vez mais perseguidas ao longo de 1968.
Em 1968, o músico de jazz Bud Shank lançou o álbum Magical Mystery, que incluía cinco faixas do EP e "Hello, Goodbye". "The Fool on the Hill" foi muito popular entre outros artistas, especialmente artistas de cabaré, e se tornou uma das composições de Lennon e McCartney mais regravadas.

## Recepção crítica

### Avaliações contemporâneas
Ao analisar o EP um mês antes da exibição do filme, Nick Logan da NME entusiasmou-se dizendo que os Beatles estavam "de novo, levando a música pop aos seus limites". Ele continuou: "Os quatro músicos-mágicos nos pegam pela mão e nos conduzem alegremente viajando pelas nuvens, passando por Lucy no Céu com Diamantes ("Lucy in the Sky with Diamonds") e o tolo na colina ("The Fool on the Hill"), para as clareiras salpicadas de sol ao longo da Blue Jay Way e para o mundo de Alice no País das Maravilhas... Estes são os Beatles lá na frente e o resto de nós em seu rastro."
Bob Dawbarn da Melody Maker descreveu o EP como "seis faixas que nenhum outro grupo pop do mundo poderia começar a abordar pela originalidade combinada com o toque popular". No Record Mirror, Norman Jopling escreveu que, enquanto em Sgt. Pepper, "os efeitos eram principalmente sonoros e apenas a capa do álbum era visual", em Magical Mystery Tour "o lado visual (...) dominou a música", de modo que "tudo, desde fantasia, histórias em quadrinhos infantis, humor ácido (psicodélico) está incluído no disco e no livreto". A Rolling Stone foi lançada em outubro de 1967 com uma foto de John Lennon em How I Won the War na capa; em sua quarta edição, a crítica da revista sobre Magical Mystery Tour consistia em uma citação de uma única frase dele: "Existem apenas cerca de cem pessoas no mundo que entendem nossa música".
Tendo sido um dos poucos críticos a avaliar Sgt. Pepper desfavoravelmente, Richard Goldstein do New York Times lamentou que as novas canções aumentaram a lacuna entre os verdadeiros valores do rock e os efeitos de estúdio, e que o "fascínio da banda pelo motivo" foi igualmente refletido na embalagem elaborada. Goldstein concluiu: "Parece heresia dizer que os Beatles escrevem material que é letrado, corajoso, genuíno, mas irregular? Não deveria. Eles são posers inspirados, mas devemos manter nossas cabeças em sua música, não em suas encarnações."
Em sua coluna de maio de 1968 na Esquire, Robert Christgau considerou três das novas canções como "decepcionantes", entre as quais "The Fool on the Hill" "pode ser a pior canção que os Beatles já gravaram". Christgau ainda o considerou um álbum válido, "por todos os singles, que são boa música, afinal; pelo acampamento terno de 'Your Mother Should Know'; e especialmente pela hipnótica 'Blue Jay Way' de Harrison, uma adaptação dos modos orientais em que tudo funciona, letras incluídas".

### Avaliações retrospectivas
| Críticas profissionais        | Críticas profissionais |
| Avaliações da crítica         | Avaliações da crítica  |
| Fonte                         | Avaliação              |
| ----------------------------- | ---------------------- |
| AllMusic                      | [ 160 ]                |
| Blender                       | [ 161 ]                |
| Consequence of Sound          | A+                     |
| The Daily Telegraph           | [ 163 ]                |
| Encyclopedia of Popular Music | [ 164 ]                |
| MusicHound Rock               | 3/5                    |
| Paste                         | 94/100                 |
| Pitchfork                     | 10/10                  |
| The Rolling Stone Album Guide | [ 168 ]                |
| Sputnikmusic                  | 4.5/5                  |

Em sua crítica para o Blender, Paul Du Noyer escreve: "Eles perderam o enredo com seu filme de TV idiota, mas 1967 ainda era seu auge como compositores. Pela primeira vez, o lançamento nos EUA foi melhor do que o original britânico... O resultado foi simplesmente o melhor conjunto de canções dos Beatles até agora em um único disco."
O crítico da AllMusic, Richie Unterberger, opina que a psicodelia é "ainda mais espacial em partes" do que em Sgt. Pepper, mas "não há nenhuma unidade conceitual/temática geral vaga no material, o que fez Magical Mystery Tour sofrer um pouco em comparação. Ainda assim, a música é ótima." Scott Plagenhoef, da Pitchfork, descreve as faixas exclusivas do EP como "maravilhas discretas". Ele diz que, embora o álbum não tenha a qualidade progressiva dos trabalhos anteriores da banda, ele "é discretamente uma das audições mais gratificantes da carreira dos Beatles", e a natureza mista da coleção "importa pouco quando a música em si é tão incrível".
Escrevendo no Rolling Stone Album Guide, Rob Sheffield diz que o álbum é "muito mais meloso que Sgt. Pepper, embora elevado pela alegre 'All You Need Is Love' e pela fantasmagórica 'Strawberry Fields Forever'. Sua Majestade a Rainha fez o melhor comentário: 'Os Beatles estão ficando terrivelmente engraçados, não estão?'" Neil McCormick do Daily Telegraph escreve que a combinação de trilha sonora e singles significa que o álbum carece de coesão, mas ele ainda o considera uma "peça psicodélica intrigante" para Sgt. Pepper e destaca "I Am the Walrus" como um "épico louco e surrealista (...) no qual Lennon pega o conceito de absurdo lírico e musical e simplesmente explode tudo nos alto-falantes".
Escrevendo para a Mojo em 2002, Charles Shaar Murray disse que Magical Mystery Tour foi o álbum dos Beatles que ele mais recorreu após a morte de George Harrison no ano anterior e que evoca uma era "quando a sociedade ainda parecia estar se abrindo em vez de se fechar". Dadas suas qualidades experimentais, ele o considerou "a outra metade do álbum duplo que Sgt. Pepper deveria ter sido". Escrevendo para a Paste, Mark Kemp vê Magical Mystery Tour como uma obra de "expansão sinfônica" que marca o ápice de um período de cinco anos em que os Beatles lideraram a expansão da música pop para a world music, psicodelia, avant-pop e electronica, ao mesmo tempo em que trouxeram o gênero a um público boêmio pela primeira vez. Ele diz que, embora o álbum se assemelhe a uma "Parte 2" do Sgt. Pepper, ele "respira mais facilmente e inclui canções mais fortes" e se beneficia da falta de um "conceito forçado".
Entre os biógrafos dos Beatles, Jonathan Gould diz que a reordenação das faixas do EP no álbum aumenta a qualidade "Pepper redux" do projeto, com sua faixa-título de abertura lembrando "Sgt. Pepper" e "I Am the Walrus" fornecendo o "final pesado" à maneira de "A Day in the Life". Ele similarmente vê "The Fool on the Hill" como a "balada fria e contemplativa" no estilo de "Fixing a Hole", assim como George fornece "outro épico monótono" e Paul oferece "outro número arcaico" em "Your Mother Should Know", que ele considera uma "tentativa sem entusiasmo de nostalgia satírica".

### Aparições em listas e nomeações
Magical Mystery Tour foi classificado na posição 138 no livro de Paul Gambaccini de 1978 Critic's Choice: Top 200 Albums, com base em envios de um painel de 47 críticos e locutores. Em 2000, foi eleito em 334º lugar no livro All Time Top 1000 Albums de Colin Larkin. Em seu livro The Ambient Century, Mark Prendergast o descreve como "o álbum mais psicodélico que os Beatles já lançaram" e, junto com Revolver, uma "aquisição essencial". Ele classifica o álbum na posição 27 em sua lista de "Twentieth-century Ambience - the Essential 100 Recordings". Em 2007, o álbum foi incluído em "40 Essential Albums of 1967" de Robert Christgau e David Fricke para a Rolling Stone.

## Histórico de lançamentos
Em 1968 e 1971, mixagens estereofônicas verdadeiras foram criadas para "Penny Lane", "Baby, You're a Rich Man" e "All You Need Is Love", o que permitiu que a primeira versão integralmente em estéreo verdadeiro (true stereo) do LP Magical Mystery Tour fosse lançada na Alemanha Ocidental em 1971. Em face da demanda contínua do público pelo álbum importado da Capitol, a EMI lançou oficialmente o LP Magical Mystery Tour no Reino Unido em novembro de 1976, embora tenha usado os fitas master em falso estéreo da Capitol das mesmas três faixas de singles. Em 1981, o EP da trilha sonora foi relançado nos formatos monofônico e estereofônico como parte do box set de 15 discos da Parlophone, The Beatles EP Collection(em inglês).
Ao padronizar os lançamentos dos Beatles para o lançamento mundial em Compact Disc em 1987, a EMI lançou Magical Mystery Tour como um álbum completo em estéreo verdadeiro. Foi o único exemplo de um lançamento reconfigurado norte-americano sendo favorecido em relação à versão da EMI. A inclusão dos singles de 1967 em CD com este álbum significou que o CD Magical Mystery Tour teria duração comparável aos CDs dos álbuns originais da banda, e que as cinco faixas adicionais originalmente apresentadas no LP norte-americano não precisariam ser incluídas no Past Masters, uma compilação de dois volumes planejada para acompanhar os lançamentos iniciais dos álbuns em CD e fornecer todas as faixas que não apareciam em álbuns de estúdio (principalmente singles) no formato de CD.
O álbum (junto com todo o catálogo de álbuns de estúdio dos Beatles no Reino Unido) foi remasterizado e relançado em CD em 2009(em inglês). Reconhecendo a concepção do álbum e o primeiro lançamento, o CD incorpora o design original do selo Capitol do LP. O CD estéreo remasterizado apresenta um minidocumentário sobre o álbum. O álbum monofônico foi relançado como parte dos box sets de CD e LP The Beatles in Mono em 2009 e 2014, respectivamente. A embalagem inclui o livreto de 24 páginas do original, reduzido em tamanho no caso do CD. Em 2012, o álbum estereofônico foi relançado em vinil, utilizando as remasterizações de 2009, a listagem de faixas da versão norte-americana e inclui o livreto de 24 páginas.
O DVD remasterizado de Magical Mystery Tour de 2012 entrou na parada Billboard Top Music Video na primeira posição. O álbum em CD subiu para o 1º lugar na parada Billboard Catalog Albums, 2º na parada Billboard Soundtrack e voltou para a posição de número 57 na parada Billboard 200 na semana que terminou em 27 de outubro de 2012.

## Lista de faixas
Todas as faixas foram escritas por Lennon–McCartney, exceto "Blue Jay Way", de George Harrison, e "Flying", de Harrison–Lennon–McCartney–Starkey.

### EP duplo
| Lado um        |                           |                    |         |  |
| N.º            | Título                    | Solista(s)         | Duração |  |
| 1.             | "Magical Mystery Tour"    | McCartney e Lennon | 2:48    |  |
| 2.             | "Your Mother Should Know" | McCartney          | 2:33    |  |
| Duração total: | Duração total:            | Duração total:     | 5:21    |  |

| Lado dois      |                   |                |         |  |
| N.º            | Título            | Solista        | Duração |  |
| 1.             | "I Am the Walrus" | Lennon         | 4:35    |  |
| Duração total: | Duração total:    | Duração total: | 4:35    |  |

| Lado três      |                        |                |         |  |
| N.º            | Título                 | Solista        | Duração |  |
| 1.             | "The Fool on the Hill" | McCartney      | 3:00    |  |
| 2.             | "Flying"               | Instrumental   | 2:16    |  |
| Duração total: | Duração total:         | Duração total: | 5:16    |  |

| Lado quatro    |                |                |              |  |
| N.º            | Título         | Solista        | Duração      |  |
| 1.             | "Blue Jay Way" | Harrison       | 3:50         |  |
| Duração total: | Duração total: | Duração total: | 3:50 (19:02) |  |

### LP
| Lado um: trilha sonora do filme |                           |                    |         |  |
| N.º                             | Título                    | Solista(s)         | Duração |  |
| 1.                              | "Magical Mystery Tour"    | McCartney e Lennon | 2:48    |  |
| 2.                              | "The Fool on the Hill"    | McCartney          | 2:59    |  |
| 3.                              | "Flying"                  | Instrumental       | 2:16    |  |
| 4.                              | "Blue Jay Way"            | Harrison           | 3:54    |  |
| 5.                              | "Your Mother Should Know" | McCartney          | 2:33    |  |
| 6.                              | "I Am the Walrus"         | Lennon             | 4:35    |  |
| Duração total:                  | Duração total:            | Duração total:     | 19:05   |  |

| Lado dois: singles de 1967 |                             |                |               |  |
| N.º                        | Título                      | Solista        | Duração       |  |
| 1.                         | "Hello, Goodbye"            | McCartney      | 3:24          |  |
| 2.                         | "Strawberry Fields Forever" | Lennon         | 4:05          |  |
| 3.                         | "Penny Lane"                | McCartney      | 3:00          |  |
| 4.                         | "Baby, You're a Rich Man"   | Lennon         | 3:07          |  |
| 5.                         | "All You Need Is Love"      | Lennon         | 3:57          |  |
| Duração total:             | Duração total:              | Duração total: | 17:33 (36:35) |  |

## Ficha técnica
De acordo com Mark Lewisohn e Ian MacDonald, exceto quando indicado:
The Beatles
- John Lennon – vocais principais, harmonias vocais e vocais de apoio; vocalizações em "Flying"; guitarras acústica e rítmica; piano, Mellotron, órgão Hammond, piano elétrico, clavioline, cravo; harmônicas de baixo, berimbau de boca, banjo, percussão
- Paul McCartney – vocais principais, harmonias vocais e vocais de apoio; vocalizações em "Flying"; baixo elétrico, guitarras acústica e solo; piano, Mellotron, harmônio; flauta doce, tin whistle, percussão
- George Harrison – harmonias vocais e vocais de apoio; vocais principais em "Blue Jay Way"; vocalizações em "Flying"; guitarras solo, rítmica, acústica e slide; órgão Hammond, harmônicas de baixo, swarmandal (harpa indiana), violino, percussão
- Ringo Starr – bateria e percussão; vocais de apoio em "Hello, Goodbye"; vocalizações em "Flying"

Músicos adicionais e produção
- "Magical Mystery Tour" – Mal Evans e Neil Aspinall em percussão; David Mason, Elgar Howarth, Roy Copestake e John Wilbraham em trompetes
- "I Am the Walrus" – Sidney Sax, Jack Rothstein, Ralph Elman, Andrew McGee, Jack Greene, Louis Stevens, John Jezzard e Jack Richards em violinos; Lionel Ross, Eldon Fox, Brian Martin e Terry Weil em violoncelos; Neill Sanders, Tony Tunstall e Morris Miller em trompas; Mike Sammes Singers (Peggie Allen, Wendy Horan, Pat Whitmore, Jill Utting, June Day, Sylvia King, Irene King, G. Mallen, Fred Lucas, Mike Redway, John O'Neill, F. Dachtler, Allan Grant, D. Griffiths, J. Smith e J. Fraser) em vocais de apoio
- "The Fool on the Hill" – Christoper Taylor, Richard Taylor e Jack Ellory em flautas
- "Blue Jay Way" – músico de sessão não identificado em violoncelo[183]
- "Hello, Goodbye" – Ken Essex e Leo Birnbaum em violas
- "Strawberry Fields Forever" – Mal Evans em percussão; Tony Fisher, Greg Bowen, Derek Watkins e Stanley Roderick em trompetes; John Hall, Derek Simpson, Peter Halling e Norman Jones em violoncelos
- "Penny Lane" – George Martin em piano; Ray Swinfield, P. Goody, Manny Winters e Dennis Walton em flautas; Leon Calvert, Freddy Clayton, Bert Courtley e Duncan Campbell em trompetes; Dick Morgan e Mike Winfield em tropas inglesas; Frank Clarke em double bass; David Mason em trompete piccolo
- "Baby, You're a Rich Man" – Eddie Kramer em vibrafone
- "All You Need Is Love" – George Martin em piano; Mick Jagger, Keith Richards, Marianne Faithfull, Keith Moon, Eric Clapton, Pattie Boyd Harrison, Jane Asher, Mike McGear, Graham Nash, Gary Leeds, Hunter Davies e outros em vocais de apoio; Sidney Sax, Patrick Halling, Eric Bowie e John Ronayne em violinos; Lionel Ross e Jack Holmes em violoncelos; Rex Morris e Don Honeywill em saxofones tenor; David Mason e Stanley Woods em trompetes e fliscorne; Evan Watkins e Henry Spain em trombones; Jack Emblow em acordeão[184]
- Geoff Emerick, Ken Scott – engenharia de som